# Saint-Just-sur-Viaur
 Saint-Just-sur-Viaur  là một xã ở tỉnh Aveyron, thuộc vùng Occitanie ở miền nam nước Pháp.